# Kiloutou
Kiloutou est une entreprise française spécialisée dans la location de matériel, créée en 1980 par Franky Mulliez, fils de Francis Mulliez, directeur du groupe Auchan. Elle est aujourd'hui le deuxième groupe de location de matériel en France, présent dans le domaine du bâtiment, des travaux publics ou de l'événementiel. Kiloutou propose ses services aux professionnels comme aux particuliers. Son siège social est situé à Villeneuve-d'Ascq dans le nord de la France. La direction commerciale et marketing de l’entreprise est cependant basée à Thiais en région parisienne. Entre 2005 et 2017, l'entreprise change plusieurs fois de mains puis se lance dans diverses acquisitions.

## Histoire
Dans les années 1980, après un voyage aux États-Unis, Franky Mulliez se rend compte qu’outre Atlantique, le secteur de la location est en plein essor mais que cela n’est pas le cas en France Le 19 mai 1980, il décide de créer l’entreprise Kiloutou.
Le groupe Sagard Private Equity investit majoritairement dans la société Kiloutou en 2005. Cinq ans plus tard, Kiloutou acquiert Élévation Mediac'up Atlantique. Sagard Private Equity cède Kiloutou à l’investisseur français PAI Partners en 2011, pour 535 millions d'euros. La même année, Kiloutou acquiert les activités de location de nacelles d'AltéAd, représentant un parc matériel important. Ce périmètre comprend trois sociétés, Sime (Champagne et Bourgogne), le Gai Matelot Location (Bretagne) et l'activité nacelles du groupe Revel (Sud). Kiloutou acquiert BM Location, activité de location de matériel du groupe Monnoyeur, acteur de la location de matériel de terrassement et compactage en particulier dans le secteur des Travaux Publics en France et en Pologne. Kiloutou acquiert Top’Loc, leader de la location de matériel dans la région lyonnaise et spécialisé dans la location de matériels pour l’organisation d’événements et de location de sanitaires mobiles (Top’Loc Sanit’). En septembre de la même année, Kiloutou lance une place de marché en ligne via internet,. L'année suivante, Kiloutou continue ses acquisitions avec le rachat de la société Starlift, spécialisées dans le service de location de matériel d’élévation, présente dans l'est de la France et au Luxembourg. Elle acquiert également la société Urbaparc qui possède des agences en Île-de-France ainsi qu'un parc de près de 1 500 machines.
Kiloutou lance par la suite Kiloutou Event, un service de logistique événementielle, puis met en place quelques années après une formation au Certificat d'aptitude à la conduite en sécurité (CACES) pour les engins de terrassement et d'élévation.
Fin novembre 2017, HLDI et HLD Europe sont entrées en négociations exclusives avec les sociétés d’investissement PAI Partners et Sagard, en vue de réaliser l’acquisition d’une participation majoritaire dans le groupe Kiloutou.
En 2018, l'autorité de la concurrence valide le rachat de Kiloutou par la holding Dentressangle
,,.
En mars 2022, Kiloutou annonce le rachat de GSV, le leader danois du marché de la location de matériel. Selon la direction, il s'agit de la plus grosse acquisition de l'histoire de l'entreprise française qui a terminé l'année 2021 avec un chiffre d'affaires de 793 millions d'euros, ce qui fait d'elle la numéro 2 en France et la numéro 3 en Europe.
En avril 2023, Olivier Colleau, PDG du Groupe Kiloutou, a annoncé que l'entreprise a franchi le milliard d'euros de chiffre d'affaires (1018 millions exactement).

## Annexe